# 퓰리처상 논평 부문
퓰리처상 논평 부문(Pulitzer Prize for Commentary)은 컬럼비아 대학교 저널리즘 대학원이 "두드러진 논평"에 수여하는 상이다. 미국 퓰리처상의 14개 분야 중 하나로 1970년부터 수여되었으며, 1980년부터 수상자와 함께 두 편의 최종후보를 공개하고 있다.

## 수상 내역
- 1990년 LA 타임스
- 1991년 워싱턴 포스트: 걸프 전쟁까지와 미하일 고르바초프의 정치적 문제에 선도적인 선견지명
- 1992년 뉴욕 타임스
- 1993년 마이애미 헤럴드
- 1994년 워싱턴 포스트
- 1995년 롱아일랜드 뉴스데이
- 1996년 뉴욕데일리뉴스
- 1997년 보스턴 글로브
- 1998년 뉴욕데일리뉴스
- 1999년 뉴욕 타임스
- 2000년 월 스트리트 저널
- 2001년 월 스트리트 저널
- 2002년 뉴욕 타임스
- 2003년 워싱턴 포스트
- 2004년 마이애미 헤럴드
- 2005년 Connie Schultz of The Plain Dealer, Cleveland
- 2006년 뉴욕 타임스
- 2007년 애틀랜타 저널
- 2008년 워싱턴 포스트
- 2009년 워싱턴 포스트
- 2010년 워싱턴 포스트
- 2011년 뉴욕 타임스
- 2012년 시카고트리뷴
- 2013년 월 스트리트 저널
- 2014년 디트로이트 무가지
- 2015년: 리사 팔켄버그(Lisa Falkenberg), 《휴스턴 크로니클》
- 2016년: 파라 스탁맨(Farah Stockman), 《보스턴 글로브》
- 2017년: 페기 누넌, 《월스트리트 저널》
- 2018년: 존 아치볼드(John Archibald), 앨라배마 미디어 그룹
- 2019년: 토니 메신저(Tony Messenger), 《세인트 루이스 포스트 디스패치》
- 2020년: 니콜 해나존스(Nikole Hannah-Jones), 《뉴욕 타임스》
- 2021년: 마이클 폴 윌리엄스(Michael Paul Williams), 《리치먼드 타임스-디스패치》
- 2022년: 멀린다 헨네버거(Melinda Henneberger), 《캔자스 시티 스타》
- 2023년: 카일 위트마이어, 《AL.com》
- 2024년: 블라디미르 카라무르자
- 2025년: 모사브 아부 토하, 《더 뉴요커》